# Gustav von Schmoller
Gustav von Schmoller (alemão: [ˈʃmɔlɐ] (escutarⓘ)) (24 de junho de 1838 - 27 de junho de 1917) foi o líder da geração "jovem" da escola histórica alemã de economia.  

## Vida
Schmoller nasceu em Heilbronn e estudou administração pública na Universidade de Tübingen (1857–1861), que contava com um currículo pautado na interdisciplinaridade, onde Schmoller pôde ter contato com temáticas de outras disciplinas tais como a filosofia,a história e as ciências naturais. Em 1861, ele foi nomeado ao Württemberg Statistical Department. Durante sua carreira acadêmica, Schmoller foi nomeado professor nas universidades de Halle (1864 a 1872), Estrasburgo (1872 a 1882) e Berlim (1882 a 1913). Depois de 1899, ele representou a Universidade de Berlim na Câmara Alta do Parlamento da Prússia. Também foi um dos líderes da Sozialpolitiker (ironicamente chamados de Kathedersozialist , "socialista de cadeira"), fundador e presidente de longa data da Verein für Sozialpolitik  (Associação de Política Social), que existe até os dias de hoje. Schmoller influenciou decisivamente a política acadêmica, a reforma econômica, social e fiscal e a economia como uma disciplina universitária durante o período entre 1875 e 1910. As proposições sobre reforma social realizadas por Schmoller reverberaram pelos quatro cantos do mundo, indo do Movimento Progressista nos Estados Unidos até as reformas sociais do Japão Meiji. Entre seus seguidores mais importantes fora do cenário alemão estão William J. Ashley, W. E. B. Du Bois, Richard T. Ely, Albion Woodbury Small e Edwin Robert Anderson Seligman.

## Obra
Johann Gottfried Herder foi quem inspirou e antecipou os temas que seriam tratados pela escola historicista alemã de economia, opondo-se aos ideais da Revolução Francesa que pregavam a existência de leis universais e imutáveis, as quais poderiam ser reconhecidas por meio de um método racional. Expoente do historicismo, Herder defendia a singularidade das épocas e dos períodos históricos. Em contrapartida, defensores do ricardianismo, como Stuart Mill, Elliot Cairnes e Neville Keynes, na Inglaterra, percebiam a economia através do método dedutivo, isentando-a de comprovações empíricas. Nesse contexto, no final do século XIX, a escola histórica alemã de economia e os descendentes da revolução marginalista se debruçam sobre um embate metodológico entre indutivismo e dedutivismo. Opondo-se ao dedutivismo, a escola historicista alemã de economia defende que a economia depende das especificidades históricas de cada povo e, portanto, deve ser estudada de acordo com a realidade histórica e não com as regras da lógica. Em outras palavras, a escola histórica alemã de economia criticava uma perspectiva mecanicista sobre as questões econômicas.
Como um líder sem reservas da ala "jovem" da escola histórica alemã de economia, Schmoller opôs-se ao que viu como a abordagem axiomático-dedutiva da economia clássica e, mais tarde, à escola austríaca. De fato, Schmoller cunhou o termo escola austríaca para sugerir certo provincianismo, em uma resenha desfavorável, publicada em 1883, do livro Investigações sobre o Método das Ciências Sociais, com especial referência à Economia (Untersuchungen über die Methode der Socialwissenschaften und der politischen Oekonomie inbesondere), de Carl Menger, que atacava os métodos da escola historicista alemã de economia. Essa polêmica levou à controvérsia conhecida como Methodenstreit, apontada por Joseph Schumpeter como uma discussão interna da escola historicista alemã de economia.
Carl Menger adere à razão na busca por teoremas generalizantes como método ideal para o estudo da economia. Essa perspectiva levaria em conta a essência da atividade econômica, ou seja, o auto-interesse, o utilitarismo e a informação. Dessa forma, reitera-se a máxima de que o todo só faz sentido partindo das individualidades. Schmoller discorda de tal visão, pensando o estudo da economia sempre no tempo e no espaço, indissociável à política, à moral e à cultura. Nesse sentido, o autor trabalha com a associação entre o progresso econômico e os valores da sociedade. Em suma, para Schmoller, o progresso econômico estaria diretamente ligado à ética social.
De qualquer forma, muitas vezes é esquecido que a principal preocupação de Schmoller não era com o método econômico, mas com a política econômica e social para enfrentar os desafios impostos pela rápida industrialização e urbanização. Isso é, Schmoller foi em primeiro lugar e acima de tudo um reformador social. Sua grande obra foi Grundriss der allgemeinen Volkswirtschaftslehre, publicada entre 1900 e 1904.
Schmoller se posiciona diante dos debates iniciados na gênese do século XX sobre a objetividade de análise na pesquisa histórica e na produção do conhecimento científico. Max Weber é um de seus principais opositores por defender a isenção de valores diante da elaboração do saber. Schmoller caminhava em sentido contrário a neutralidade axiológica associada a Weber, aderindo ao ideal de conhecimento científico que levava em consideração a ética e a responsabilidade social. Na visão do autor, a ética traria uma reaproximação entre teorias individuais e coletivas, em prol de um desenvolvimento que atingiria todas as esferas da sociedade. A ética integraria a filosofia e a política através de uma perspectiva histórica, baseando-se em princípios válidos ao indivíduo, mas também à esfera social. Para Schmoller, a economia não poderia ser compreendida sem o entendimento histórico dos costumes, das leis e da moralidade. Nesse sentido, a moralidade era vista como uma forma objetiva de julgamento que correspondia a análise dos fenômenos históricos, não apenas como uma análise padronizada à julgamentos subjetivos. Schmoller foi um dos primeiros à perceber a dinamicidade dos fenômenos da economia e interessou-se em discutir valores que culminavam no bem-estar social. Assim, a ética de Schmoller gira em torno do conceito de teleologia.

## Escritos
Suas obras, a maioria das quais lidam com história econômica e política, incluem: 
- Der französiche Handelsvertrag und seine Gegner (1862.);
- Zur geschichte der deutschen Kleingewerbe im 19. Jahrhundert  (1870);
- Strassburg zur Zeit der Zunftkämpfe (1875.);
- Zur Litteraturgeschichte der Staats- und Sozialwissenschaften (1888);
- Umrisse und Untersuchungen zur Verfassungs-, Verwaltungs, und Wirtschaftsgeschichte (1898);
- Grundriss der allgemeinen Volkswirthschaftslehre (1900-1904);
- Ueber einige Grundfragen der Sozialpolitik (1904.).

Uma das razões pelas quais Schmoller é pouco conhecido decorre da falta de tradução de seus livros e artigos, majoritariamente escritos na língua alemã. Duas de suas obras foram traduzidas para o inglês: 
- The Mercantile System and Its Historical Significance, New York: Macmillan, 2nd ed. 1910. Este é um capítulo do livro de Schmoller intitulado Studien über die wirtschaftliche Politik Friedrichs des Grossen, publicado em 1884.  O capítulo foi traduzido por William J. Ashley e publicado em 1897.
- "The Idea of Justice in Political Economy." Annals of the American Academy of Political and Social Science. 4 (1894): 697–737.